# Horní Bečva
Horní Bečva (in tedesco Oberbetschwa) è un comune della Repubblica Ceca facente parte del distretto di Vsetín, nella regione di Zlín.